# Liebstadia parabadensis
Liebstadia parabadensis är en kvalsterart som först beskrevs av Kulijev 1968.  Liebstadia parabadensis ingår i släktet Liebstadia och familjen Liebstadiidae. Inga underarter finns listade i Catalogue of Life.